# Rubinstein-Taybis syndrom
Rubinstein-Taybis syndrom är ett ovanligt genetiskt syndrom som bland annat kännetecknas av kortväxthet, intellektuell funktionsnedsättning och ovanligt breda tummar och tår.

## Historik
Syndromen beskrevs första gången 1963 av de två läkarna, den amerikanske pediatrikern Jack Herbert Rubinstein (1925–2006) och iranske röntgenläkaren Hooshang Taybi (1919–2006), som även givit syndromet sitt namn. Taybi har berättat att han fann röntgenbilder av ett barn med utvecklingsstörning, breda tummar och tår, samt annorlunda ansiktsdrag. Han började då förbereda en rapport för publicering, men fick snart beskedet att en Dr Rubinstein hade sett liknande drag hos två patienter och letade efter fler fall. De två läkarna började nu tillsammans forska kring det nyupptäckta syndromet. Under det årliga mötet för Society for Pediatric Radiology 1962 lade de fram sin rapport om syndromet som de först kallade för "de breda tummarnas och de breda tårnas syndrom" (eng: Broad Thumb-Hallux syndrome),  men som sedan fick namnet Rubinstein-Taybis syndrom.

## Förekomst
I Sverige lever det idag cirka 50 personer med Rubinstein-Taybis syndrom, och man räknar med att det i genomsnitt föds ett till två barn med syndromet om året i landet. Internationellt sett räknar man med att det föds cirka 0,3–1 barn per 100 000 födslar med syndromet.

## Ärftlighet
Rubinstein-Taybis syndrom är endast ärftligt i enstaka fall. Detta beror på att en av föräldrarna är bärare av en så kallad submikroskopisk deletion, det vill säga avsaknad av en liten del av berörd kromosom, det kan även handla om en punktmutation i CBP-genen (Cykliskt AMP-Bindande Protein). 
I de allra flesta fall handlar det dock om en nymutation, det vill säga syndromet kan inte spåras tillbaka i familjen utan uppstår för första gången hos den drabbade. Däremot blir den nyuppkomna förändringen i arvsmassan ärftlig och om personen i fråga själv kommer att få barn är risken överhängande att även dessa får syndromet.

## Orsak
Orsaken till att Rubinstein-Taybis syndrom uppstår hos en individ är oftast att CBP-genen helt eller delvis fallit bort. Syndromet kan även uppstå i samband med att en punktmutation skett i den berörda genen och att den på grund av denna mutation helt eller delvis upphört att fungera. Hos vissa personer orsakas syndromet av en mutation av kromosom 22 i EP300-genen.
Både CBP- och EP300-generna påverkar de olika organens utveckling under fosterstadiet, då organens utveckling hämmas, uppstår syndromet.

## Symtom
De tecken som upptäcks redan vid födseln är kortväxthet och låg födelsevikt. Barnen har svaga sug- och sväljreflexer och svårighet att behålla föda. Detta leder till en minskad viktökning hos barnet. Många barn har dessutom problem med förstoppning.
Andra vanligt förekommande är andningssvårigheter, allergiska reaktioner och luftvägsinfektioner. Infektioner i mellanörat är vanliga vilket ofta leder till hörselnedsättningar. Trånga övre luftvägar orsakar ibland sömnapné hos barnen.
En sen motorisk utveckling, överrörliga leder och dåligt balanssinne är andra vanligt förekommandesymtom vid Rubinstein-Taybis syndrom. Även trattbröst, skolios och svankrygg förekommer i stor utsträckning.
Även de inre organen är vanligtvis drabbade av missbildningar, i 50% av fallen är urinvägarna missbildade. Hos pojkar är det vanligt med hypospadi det vill säga att urinröret mynnar ut på undersidan av penis, men även andra missbildningar är vanliga. Cirka var tredje barn som föds med syndromet har även en hjärtmissbildning, den vanligaste är en ventrikelseptumdefekt, vilket innebär en öppning i skiljeväggen mellan hjärtats kamrar det kan även finnas en öppen förbindelse mellan vänstra lungartären och stora kroppspulsådern. Andra förekommande hjärtmissbildningar i samband med Rubinstein-Taybis syndrom är förmaksseptumdefekt (en öppning i skiljeväggen mellan hjärtats förmak), förträngning av kroppspulsådern, förträngning av öppningen i hjärtat mellan högra kammaren och lungpulsåderstammen eller underutveckling av vänsterhjärtat (Hypoplastiskt vänsterkammarsyndrom). Medfödda hjärtmissbildningar och ökad mottaglighet för infektioner innebär i flera fall en förkortad livslängd hos personer med syndromet.
De flesta barn som föds med Rubinstein-Taybis syndrom har även ögonproblem, vilket kan yttra sig i bland annat skelögdhet, brytningsfel, nedhängande ögonlock eller trånga tårkanaler.
I alla dokumenterade fall förekommer dessutom en utvecklingsstörning som vanligtvis är djupgående. Hos de flesta finns även koncentrationssvårigheter och hyperaktivitet. Personer med syndromet har oftast svårt med det sociala samspelet och drar sig gärna undan från andra.

### Karaktäristiskt utseende
De flesta personer med syndromet har ett karaktäristiskt utseende. De har breda tummar och stortår som pekar utåt, lillfingret är kort och krokigt. Ögonen är smala och sneda med markerade ögonfransar och ögonbryn. Gomvalvet är högre och smalare än normalt och tänderna trångställda. Ibland har tänderna en annorlunda form vilket kan påverka bettet. Även ökad kroppsbehåring är vanligt.